# Domicilio
Il domicilio, nel diritto privato italiano, corrisponde al luogo in cui una persona "ha stabilito la sede principale dei suoi affari e interessi" (articolo 43, primo comma c.c.). Gli interessi non sono evidentemente solo di natura economica, ma anche personale, sociale e politica.
- Il soggetto, con propria dichiarazione, può anche eleggere domicilio in una sede per determinati atti o affari (domicilio speciale).
- Il domicilio legale è oggi solo quello dell'incapace di agire e corrisponde, per il minorenne, al luogo di residenza della famiglia (articolo 144 c.c.), per l'interdetto al domicilio del tutore.

## Libertà di domicilio
La libertà di domicilio è tutelata dall'articolo 14 della Costituzione della Repubblica Italiana. Ma la tale nozione domiciliare è diversa da quella penalistica (la privata dimora) nonché dalla suddetta civilistica. La garanzia costituzionale investe, infatti, ogni luogo di cui la persona, fisica o giuridica che sia, abbia legittimamente la disponibilità per l'espletamento di attività legate alla vita privata o di relazione; viene inoltre espletato dall'articolo 14 della Costituzione che: le ispezioni, perquisizioni oppure i sequestri possono essere compiuti solo nei modi stabiliti dalla legge (art. 14.2 Cost.); gli accertamenti e le ispezioni per motivi di sanità e di incolumità pubblica o a fini economici e fiscali sono regolati da leggi speciali (art. 14.3 Cost.).

## Domicilio speciale
L'elezione di domicilio speciale è un  negozio giuridico unilaterale, posto in essere da un soggetto detto eleggente, che ha come funzione quella di sostituire al domicilio generale (come definito dall'art. 43, primo comma del codice civile e quindi luogo individuato secondo i parametri spaziali di una persona: residenza, dimora e domicilio generale), il luogo espressamente indicato per il singolo affare o atto. Tale clausola è valida nei confronti dei terzi a prescindere dall'esistenza di un rapporto tra l'interessato e il domiciliatario e produce i propri effetti a prescindere dal consenso o dall'accettazione del domiciliatario.
L'elezione del domicilio in relazione a un determinato affare (o atto) produce effetti sostanziali e processuali. Tali effetti si estendono anche alla fase esecutiva e di lite, l'elezione di domicilio ha quindi un'estensione più ampia rispetto al patto sul luogo dell'adempimento dell'obbligazione determinata dall'articolo 1182 del codice civile.
Dal punto di vista processuale l'elezione di domicilio modifica la competenza del giudice chiamato a conoscere la controversia. Diviene infatti competente a conoscere la controversia (articolo 30 del codice di rito) il giudice del luogo ove è stato eletto il domicilio.
Il secondo comma dell'articolo 47 del codice civile afferma che l'elezione di domicilio speciale è un atto di parte che richiede la forma scritta. La dottrina è conforme nel sottolineare come il requisito della forma sia ad substantiam. In assenza dei requisiti di forma l'elezione non produce effetti. La Corte di cassazione ha affermato che la determinazione del domicilio eletto deve essere chiara sia per quanto concerne l'indicazione del luogo sia per l'indicazione dello specifico affare.
L'elezione di domicilio può essere revocata, affinché la revoca sia valida è necessario che abbia gli stessi requisiti di forma dell'elezione. La revoca comporta che torni rilevante il domicilio generale.

## Domicilio presso terzi
Ci sono realtà come i business center che permettono di eleggere vari tipi di domiciliazioni presso le proprie sedi.